# Вебер, Дэвид Марк
Дэ́вид Марк Ве́бер (англ. David Mark Weber, родился 24 октября 1952 года) — американский писатель-фантаст, романист.

## Биография
Дэвид Вебер родился в Кливленде, штат Огайо (Cleveland, Ohio). Во время учёбы в колледже избрал своей специализацией историю, также изучал английскую литературу, политологию и социологию, и, как известно ещё из одного источника, сравнительную религию. Первыми научно-фантастическими романами, которые он прочёл, стали произведения Эдварда «Дока» Смита и роман Джека Уильямсона («Legion of Space»). Но наибольшее влияние на последующее творчество Вебера, как считает он сам, оказали романы Генри Бима Пайпера, ранние произведения Кита Лаумера и Роберта Хайнлайна. В настоящее время он предпочитает читать книги Энн МакКефри («всё, что она пишет»), Дэвида Дрейка, Тома Клэнси, Мелинды Сондграсс, Пола Андерсона и Мерседес Лэки.
Основной литературной специализацией Дэвида Вебера стала так называемая военная фантастика. «Я думаю, — говорит Вебер, — очень важно воспринимать войну, как нечто отвратительное и жестокое, и лучше иметь чертовски хорошую причину для того, чтобы затевать хоть одну».

Любое из этих государств пребывает почти в такой же глубокой экономической яме, что и мы. И захват любого сожрет кучу живых денег. Да и прочие миры едва ли представляют собой безубыточные предприятия.

Первая публикация в фантастике — роман «Insurrection» (1990), написанный совместно со Стивом Уайтом.
В отличие от Стива Уайта (Steve White), соавтора Вебера по трилогии («Starfire») и некоторым другим произведениям, сам Дэвид не имет за плечами никакого реального военного опыта, а одной из величайших трагедий войны называет уничтожение человеческого потенциала. Среди любимых хобби писателя — военная история, изучению которой он отдал почти тридцать лет, любимые домашние животные — кошки и собаки, а живёт Дэвид Вебер в городе Гринвилл, Южная Каролина.

## Творчество

Дэвид Вебер: «Хонор Харрингтон»: книга 6 «Хонор/Честь между врагами»

### Опубликованные работы
Большинство книг Дэвида Вебера можно найти в интернете. Они доступны как на английском языке, на сайте издательства Baen, так и на русском языке, на сайтах электронных библиотек. Однако на сайте издательства обычно доступны для бесплатного чтения 25 − 33 % всей книги.

### Вселенная Хонор Харрингтон (англ.Honorverse)
Вселенная Хонор Харрингтон — мир далёкого будущего, условно обозначенного как 20-й век Эры Расселения (4000-е годы Н. Э.) За прошедшие с начала новой хронологии — запуска первого звёздного корабля в 2103 году, принятом за точку отсчёта — человечество колонизировало территории в радиусе 600 световых лет от Солнца, сформировав множество суверенных звёздных наций.

### Цикл Сэйфхолд (Safehold)
Основное действие разворачивается в 31-м столетии на планете Сэйфхолд — последней планете, населённой людьми после того, как в 2300-х агрессивная ксенофобская инопланетная раса Гбаба (Gbaba) уничтожила Терранскую Федерацию. Атакованное без видимых причин, человечество отчаянно сопротивлялось, и сумело одержать ряд побед, но в итоге численное превосходство и более совершенные технологии Гбаба взяли верх, и один за другим, все населенные людьми миры были уничтожены.

### Другие разумные расы
Во вселенных Д. Вебера и соавторов участвуют в основном люди. Другие разумные расы играют второстепенные роли — как «дикари» (например, аборигены Василиска из первой книги серии «Хонор Харрингтон») или «младшие» партнёры людей (сфинксианские древесные коты из той же серии), либо как полуразумные противники (в серии «Пятая империя»).

## Экранизации
«Honor Harrington» — предварительная дата выхода намечена на 2016 год. Экранизация романа «Честь королевы».